# Carlo Enrico Rava
Carlo Enrico Rava (Cernobbio, 30 settembre 1903 – Milano, 31 maggio 1986) è stato un architetto italiano.

## Biografia
Nacque il 30 settembre 1903 a Cernobbio, nella provincia di Como, da Enrica Canevari e Maurizio Rava, che sarà poi tra i fondatori del fascio di Roma e importante funzionario coloniale al servizio del regime (ricoprirà anche la carica di governatore della Somalia dal 1931 al 1935). Si diplomò nel 1921 al liceo classico Cesare Beccaria di Milano e si iscrisse al Politecnico di Milano, senza tuttavia completare gli studi. Conseguì quindi il titolo di insegnante di disegno all'Accademia di Brera, e ricevette in un secondo momento l'abiltazione alla professione di architetto.
Nell'ottobre 1926 fondò il Gruppo 7, insieme a Luigi Figini, Gino Pollini, Guido Frette, Sebastiano Larco Silva, Giuseppe Terragni e Ubaldo Castagnoli, gruppo che si fece promotore del Movimento Moderno in Italia e iniziatore del razionalismo italiano.
In occasione della III Biennale di arti decorative presso la villa Reale di Monza nel 1927, Rava presentò insieme a Larco Silva i progetti della sede di un periodico e di un palazzo per uffici. La collaborazione professionale con Larco Silva, iniziata nel 1926, si protrarrà fino al 1940. La prima opera realizzata dalla coppia di architetti è la palazzina Solari a Santa Margherita Ligure (1927). Prendono inoltre parte all'esposizione di Stoccarda del Deutscher Werkbundel (settembre 1927) e alla I Esposizione di architettura razionale, promossa da Adalberto Libera e Gaetano Minnucci (marzo 1928), per la quale realizzarono un progetto di "casette in serie" e un albergo presso il sito archeologico di Leptis Magna in Tripolitania.
Nel 1929 abbandonò il Gruppo 7 insieme a Larco Silva per malumori interni, e aderì al RAMI (Raggruppamento architetti moderni italiani) nel 1931. Ebbe modo di effettuare molti viaggi in Tripolitania e si interessò di architettura coloniale. Prese parte al Congresso nazionale degli architetti italiani sull'architettura coloniale nel 1936 e realizzò allestimenti per la Mostra autarchica del minerale italiano di Roma (padiglione Africa italiana) nel 1938, e per la VII Triennale di Milano (mostra dell'attrezzatura coloniale) nel 1940. In Africa ha realizzato edifici a Suani Ben Adem, Mogadiscio, Assab e Addis Abeba. Nel 1939 partecipò insieme a Giovanni Pellegrini al concorso per il piano regolatore di Verbania.
Negli anni trenta iniziò a interessarsi anche al cinema, realizzando gli allestimenti scenici per i film Inventiamo l'amore (1938) di Camillo Mastrocinque e L'argine di Corrado D'Errico, e scrivendo articoli per riviste quali «Domus», «Cinema», «Bianco e Nero» e «Lo Stile».
Nel dopoguerra collaborò con varie case editrici, incentrando i propri studi sulla scenografia teatrale. Curò volumi di scenografia e arredamento per Görlich e per Vallardi, mentre dal 1951 fu direttore della rivista di arredamento «Prospettive». Morì a Milano il 31 maggio 1986.